# Юриця Пуліз
Юриця Пуліз (хорв. Jurica Puljiz; нар. 13 грудня 1979, Імотський, СФРЮ) — хорватський футболіст, захисник клубу «Ядран» (Лука Проче).

## Кар'єра гравця
Розпочав кар'єру в молодіжному клубі «Імотський» з однойменного міста, згодом був переведений до складу дорослої команди. Влітку 2003 року переїхав у «Солін». У 1999 році потрапив у сплітський «Хайдук». Кінцівку сезону 2002/03 років провів в оренді у «Шибенику». По завершенні оренди повернувся в Спліт, але влітку 2003 року перейшов у німецький «Айнтрахт» з міста Франкфурт-на-Майні. Через Регламент ФІФА, який забороняв футболісту виступати більш ніж за два клуби протягом календарного року, до завершення 2003 року на поле не виходив. У своєму дебютному сезоні в Німеччині хорват був гравцем запасу й використовувався здебільшого на позиції центрального або правого захисника. Наступного сезону Пуліз не зіграв жодного офіційного поєдинку. Йому довелося лікуватися від отриманої на початку сезону травми гомілковоступного суглобу. Зрештою в сезоні 2005/06 років Юрицю виставили на трансфер, проте ні під час зимового, ні під час літнього трансферних вікон на нього не знайшлося жодного покупця. Таким чином вже другий поспіль сезон у німецькому клубі Пуліз розпочав не виходячи на футбольне поле. Лише наприкінці цього сезону Юриця зіграв 3 матчі. Загалом у німецькій Бундеслізі зіграв 15 матчів та відзначився 1 голом. По завершенні терміну дії контракту влітку 2006 року перейшов у боснійський «Широкі Брієг». У команді провів півроку, після чого підписав контракт з клубом австрійської Бундесліги СКР «Альтах». 
У липні 2007 року як вільний агент перейшов у луганську «Зорю». У чемпіонаті України дебютував 14 липня 2007 року в матчі проти полтавської «Ворскли» (1:1). Спочатку був основним гравцем команди, але згодом втратив своє місце в складі. У 2008 році покинув «Зорю» і перейшов у боснійський «Зриньські». Проте вже через півроку повернувся в Хорватію, де підписав контракт з «Омішем», в якому провів 13 матчів і забив 2 м'ячі. Влітку 2009 року повернувся до свого першого професіонального клубу, ФК «Імотський». Проте вже через півроку залишив хорватський клуб й відправився до Албанії, де підписав контракт з клубом «Фламуртарі». Незважаючи на постійні виступи в складі свого нового клубу в вищому дивізіоні албанського чемпіонату, перейшов у казахстанський клуб «Тараз». Влітку 2010 року опинився в латвійському «Металургзі» з Лієпаї. Виступав у Вірслізі півроку, зіграв 15 матчів та відзначився 2-ма голами. Зіграв у 2-ох матчах кваліфікації Ліги чемпіонів 2010 року, в яких «Металургс» поступився празькій «Спарті». А в 2011 році повернувся в Хорватію, де став гравцем скромного клубу «Ядран» (Лука Проче).

## Кар'єра в збірній
Виступав за юнацькі збірні Хорватії U-17 та U-19.